# 블러드하운드

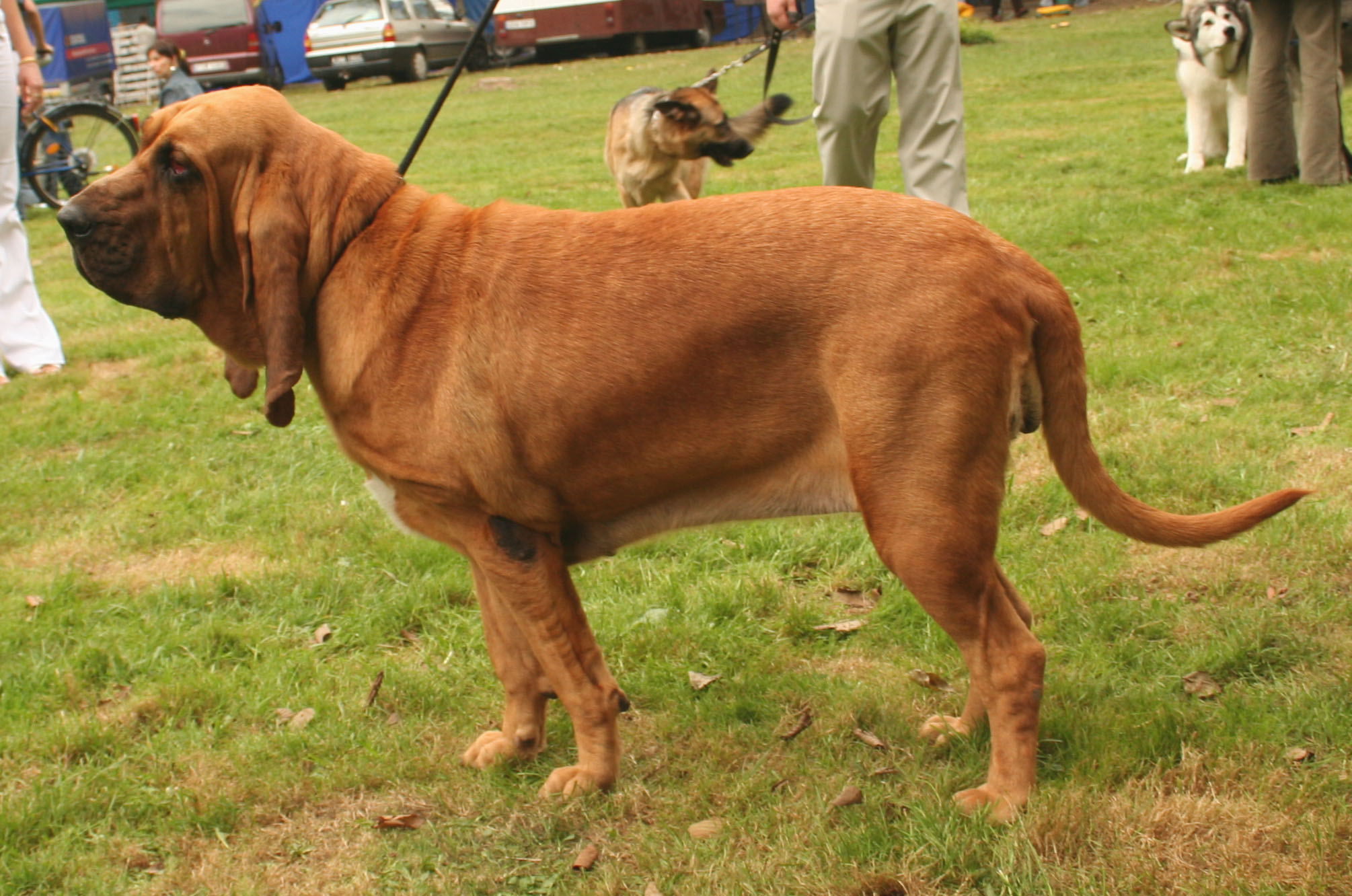
블러드하운드

블러드하운드(영어: bloodhound)는 영국과 벨기에 원산의 사냥개 품종이다. 중세 이후로 사슴이나 멧돼지 사냥용으로 길러졌으며 수색견으로 활용되었다.

## 개요
식육목 개과에 속하는 초대형 사냥개, 애완견.
계동물문척삭동물강포유류목식육목과개과멸종위기등급미평가(NE : Not Evaluated, 출처 : IUCN)크기키 수컷 63∼69cm, 암컷 58∼63cm무게수컷 41∼50kg, 암컷 36∼45kg몸의 빛깔검은색, 연한 붉은빛이 도는 갈색, 붉은 갈색, 붉은색과 연한 붉은색이 도는 갈색
키는 수컷 63∼69cm, 암컷 58∼63cm, 몸무게는 수컷 41∼50kg, 암컷 36∼45kg이다. 8세기 벨기에의 한 수도원에서 많이 길렀으며, 프랑스 왕실에서 인기를 끌었다. 1066년 정복왕 윌리엄 1세가 이 개들을 잉글랜드로 가져갔으며, 그 곳에서 수세기 동안 선택 육종을 통해 오늘의 견종이 이루어졌다.
'블러드'라는 이름은 피를 좋아한다는 뜻이 아니라 피를 흘리는 사냥감의 냄새를 잘 맡고 '귀족의 혈통'을 가졌다는 뜻이다. 후각이 뛰어나 사냥과 범인 또는 미아 등 사람을 추적하는 데 이용되어 왔다. 사납지 않고 다정하여 아이들에게도 인기있는 동반견이 될 수 있다.
몸빛깔은 검은색, 연한 붉은빛이 도는 갈색, 붉은 갈색, 붉은색과 연한 붉은색이 도는 갈색 등이다. 체격이 크고 근육이 발달하였으며, 귀가 길게 늘어지고, 머리와 목에 주름이 잡혀 있다. 꼬리는 길며 굵고 끝이 가늘며 만곡된 형태를 이룬다. 이빨은 절단교합또는 협상교합이다. 눈은 깊숙하게 들어가 있으며, 붉은 갈색이 인기가 있다. 등은 힘이 있고, 허리는 넓고 두텁다.
기르는 데 큰 공간이 필요하며, 많은 운동을 시켜야 한다. 성장기에는 붉은 살코기를 주다가 점차 기름기가 많은 고기를 준다. 살이 찌기 쉽기 때문에 하루에 2~3번 양을 조절하여 준다. 고관절 형성장애에 걸리기 쉽다.